# Radio-Verkehrs-AG

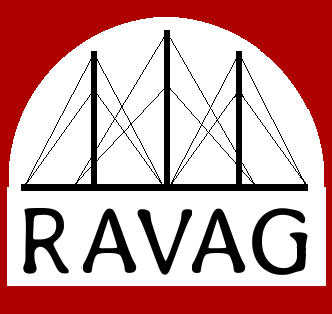
RAVAG-Logo: Mittelwellen-Sendemasten mit Abspannung (1935)

Die Österreichische Radio-Verkehrs AG (RAVAG) wurde 1924 als erste österreichische Rundfunkgesellschaft gegründet und betrieb den Sender Radio Wien. Sie bestand als Aktiengesellschaft bis 1939, doch wurde die Bezeichnung RAVAG auch in der Nachkriegszeit wieder verwendet. Nach 1953 wurde daraus der Österreichische Rundfunk ORF.

## Geschichte

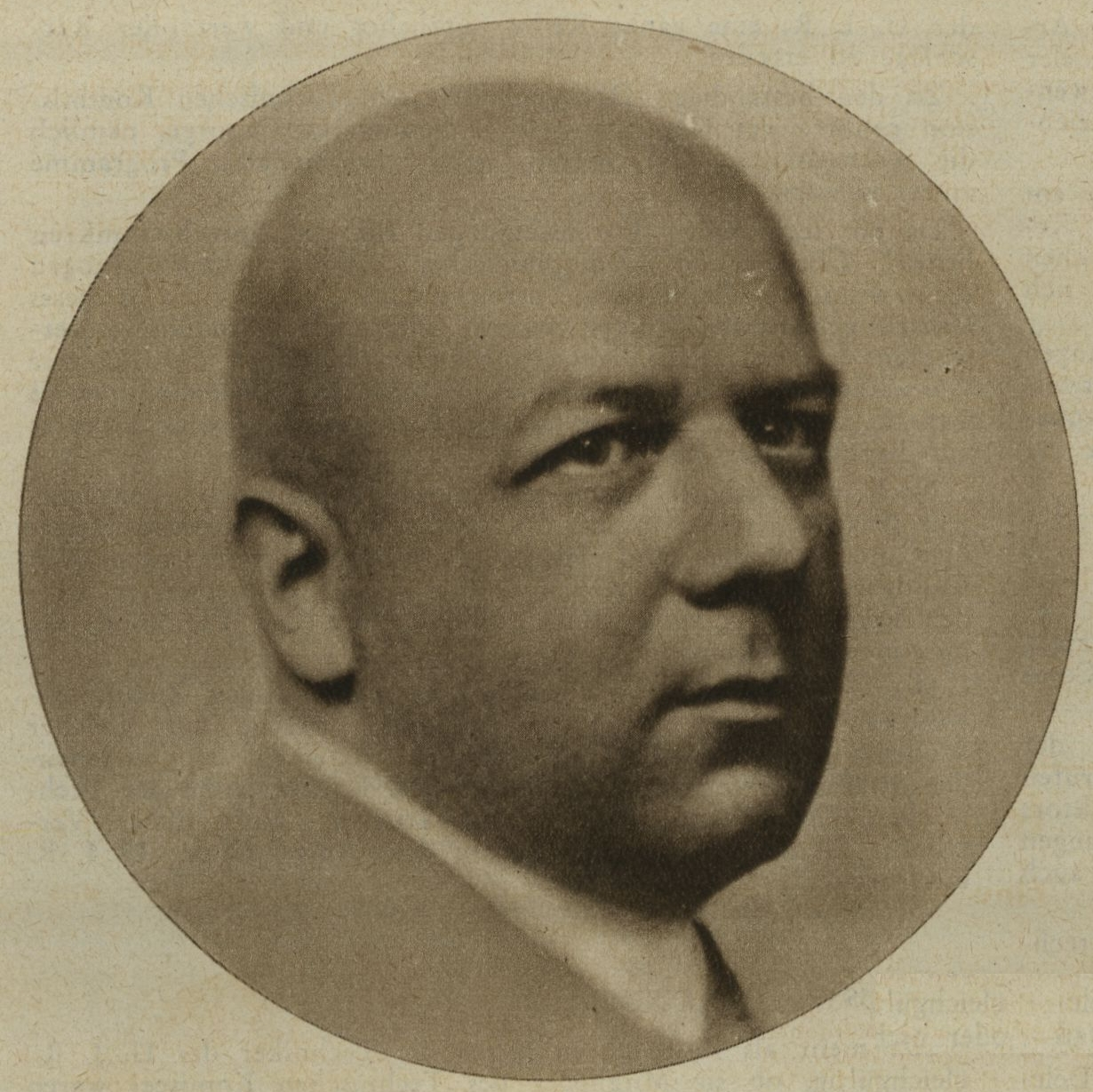
Oskar Czeija

### Vorgeschichte
Anfang der 1920er Jahre trug sich die Republik Österreich mit dem Gedanken, den gerade im Entstehen begriffenen Rundfunk für Unterhaltungszwecke auch in Österreich einzuführen. Zwischen Juli 1922 und April 1923 bewarben sich insgesamt 12 Gesellschaften bzw. Konsortien um die Erteilung einer Rundfunkkonzession. Maßgeblich am Zustandekommen eines Rundfunkmonopols in Österreich waren Bundeskanzler Ignaz Seipel und Minister Carl Vaugoin beteiligt. Die Interessentengruppe um Eduard Schrack und Oskar Czeja erhielt – nicht zuletzt aufgrund ihrer guten politischen Beziehungen zum steirischen Landeshauptmann Anton Rintelen – im Februar 1924 den Zuschlag für die alleinige Sendekonzession. Nach der Einigung mit den anderen Interessenten wurde die RAVAG am 14. Juli 1924 gegründet. Der RAVAG wurden acht mehr oder minder brauchbare Räume im ehemaligen Kriegsministerium zur Verfügung gestellt, dazu ein adaptierter Löschfunkensender aus den Beständen der k.u.k Marine. Oskar Czeija bestellte umgehend auf eigene Rechnung einen neuen Mittelwellen-Sender bei Telefunken in Berlin, da die alte Sendeanlage nicht nur zu wenig Leistung besaß, sondern auch der Flugsicherung des Flughafens Aspern diente. Der Versuchssender Radio Hekaphon, welcher de facto ein Piratensender war und eine große Konkurrenz zur neuen staatlichen Rundfunkgesellschaft darstellte, stellte am 29. August den Betrieb ein und machte damit den Weg frei. Am selben Tag begannen, vorerst allerdings nur in den Nachtstunden, regelmäßige Probesendungen.

### Gründung und Gesellschafter
Am 30. September 1924 fand die konstituierende Generalversammlung der RAVAG im Festsaal des Heeresministeriums statt. Zum ersten Präsidenten wurde Landeshauptmann Anton Rintelen gewählt, Generaldirektor der RAVAG war von 1924 bis 1938 Oskar Czeija, welcher mit viel persönlichem Engagement die Gründung der RAVAG und die Durchsetzung des Monopols erreichte. Die Gesellschafterstruktur der RAVAG konnte erst nach langwierigen Verhandlungen fixiert werden und bildete die politischen Lager ab. Am Gründungskapital von 400.000 Schilling waren beteiligt:
- das Bundesministerium für Handel und Verkehr (als Aufsichtsbehörde) mit 21,25 %
- das staatliche Österreichische Credit-Institut mit 21,25 %
- die Gewista der sozialdemokratisch regierten Stadt Wien mit 20,25 %
- die Steirerbank aus dem Umfeld des christlichsozialen Landeshauptmannes Rintelen zu 20,25 %
- die Österreichische Anzeigen-AG aus dem Nahebereich der Großdeutschen mit 8 %
- sowie diverse Zulieferbetriebe wie Ericsson, Kapsch und Leopolder mit insgesamt 10 %.

Am 1. Oktober 1924 nahm Radio Wien den offiziellen Sendebetrieb mit einem Festkonzert aus einem provisorischen Studio im Dachgeschoß des ehemaligen Kriegsministeriums am Stubenring auf. Nach einem kurzen Festakt mit Grußworten der Ehrengäste rief Präsident Rintelen ins Mikrofon: „Radio, Bahn frei!“
Die Sendeleistung betrug zu Beginn lediglich 350 Watt. Als Programmleiter fungierte der ehemalige General Otto Redlich-Redensbruck, die Organisation lag in den Händen von Erich Kunsti und Max Ast war erster Musikdirektor von Radio Wien. Anfangs wurden rund dreieinhalb Stunden Programm am Tag geboten, die regelmäßige Begrüßung bei Sendebeginn lautete: "Hallo, hallo! Hier Radio Wien auf Welle 530". Im Jahr 1924 wurde passend zum Sendebeginn ein von Fritz Imhoff gesungener Schlager gleichen Namens veröffentlicht, welcher das damalige Programm und die Begeisterung für das neue Medium besingt. Parallel zur Aufnahme des Sendebetriebes wurde auch die Hörerzeitschrift "Radio Wien" herausgegeben, welche Anfangs ein reines Informationsblatt war, später aber zu einer illustrierten Zeitschrift mit Hintergrundinformationen und Programmtipps wurde.

### Ausbau
Die Programminhalte beschränkten sich zunächst auf Bildung, gehobene Musik und Literatur. Bereits 1924 wurde ein eigenes Bildungsprogramm, die Radio-Volkshochschule ins Leben gerufen. 1925 wurde erstmals eine Opernaufführung, „Don Juan“ von W. A. Mozart von den Salzburger Festspielen übertragen. Ab 1928 gab es Sportübertragungen und bei den Nationalratswahlen 1930 sogar ein eigenes Wahlstudio. Ab 8. Oktober 1929 gab es speziell für Kinder die Sendungen des beliebten "Bastelonkels" Oskar Grissemann, dessen Anleitungen mit Bildern auch in der Hörerzeitschrift "Radio Wien" veröffentlicht wurden. Besonders Populär beim Publikum war zu dieser Zeit das Quartett des Musikers Bert Silving, der bereits bei Radio Hekaphon gespielt hatte. Zu den beliebtesten Moderatoren zählten zu dieser Zeit Balduin Naumann und der Sportreporter Willy Schmieger. Es traten bereits nach kurzer Zeit bekannte Künstler bei der RAVAG auf, wie z. B. der Schriftsteller Anton Wildgans, die Schauspieler Attila Hörbiger und Lotte Medelsky sowie der britische Tenor Alfred Piccaver.

In diesen Aufbruchsjahren erreichten die Komponisten Rudolf Sieczynski und Richard Glück vom ÖKB (Österreichischer Komponistenbund) eine Vereinbarung mit RAVAG-Musikdirektor Max Ast für spezielle Sendeabende mit zeitgenössischen österr. Werken, unter denen auch mehrere Uraufführungen waren. Die ersten Abende 1926 waren Wiener Weisen, Chansons und Kabarettlieder und Konzerte „ernster“ Musik. Seit 1928 gab es bei der RAVAG eine 11 Mann starke Jazz-Kapelle unter der Leitung von Charly Gaudriot und später Heinz Sandauer. Auch ein eigenes Rundfunkorchester wurde erwogen, dieses wurde 1933 in Kooperation mit den Wiener Symphonikern als 65 Mann starkes Orchester gebildet, daneben gab es ein aus 32 Musikern bestehendes Unterhaltungsorchester. 

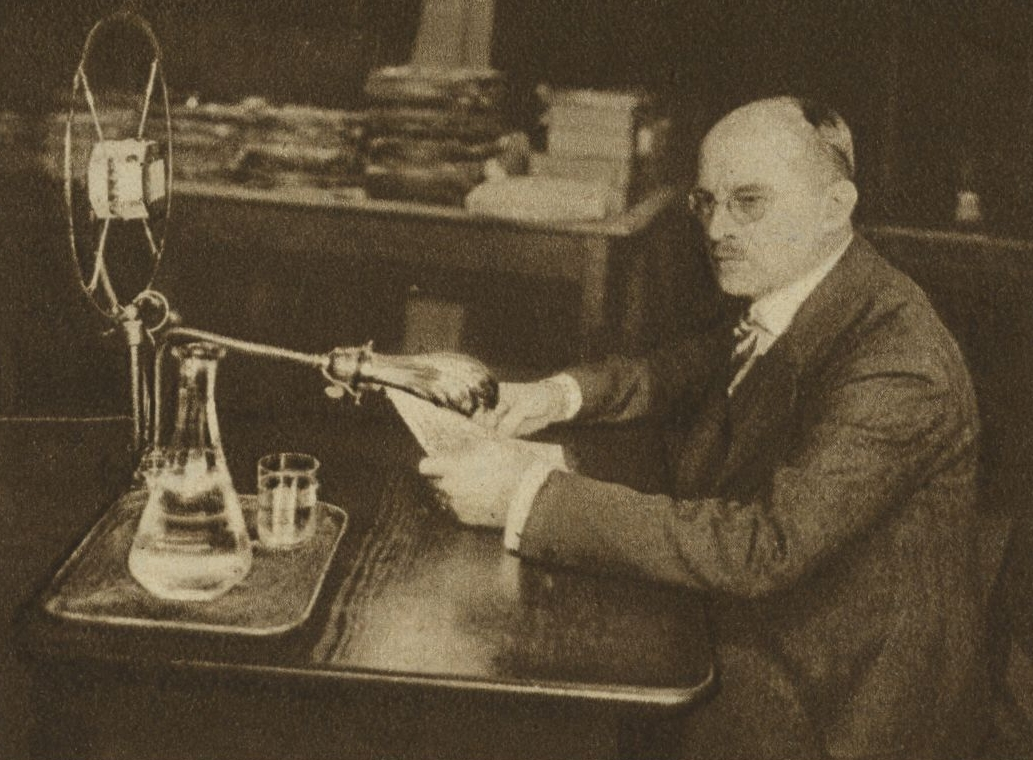
Der Historiker Heinrich von Srbik bei einem Vortrag (1930)

Im Jahr 1925 hatte die RAVAG bereits 100.000 Rundfunkteilnehmer, die monatliche Gebühr betrug 2 Schilling. Dem ersten Sender von Radio Wien am Stubenring folgten sogenannte Zwischensender in Graz (1925), Klagenfurt (1926), Innsbruck (1927), Linz (1928), Salzburg (1930) und Bregenz (1934), siehe Liste der Senderstandorte. Die Sender in den Bundesländern übernahmen größtenteils das Programm und produzierten nur in sehr geringem Umfang eigene Sendungen. Aufgrund mangelnder Zwischensender musste die erste Übertragung von den Salzburger Festspielen 1925 noch über Telefonkabel nach Wien übertragen werden. Im Jänner 1926 konnte ein 7 Kilowatt starker Sender auf dem Gelände des Wasserbehälters am Wiener Rosenhügel in Betrieb genommen werden, der jedoch aufgrund eines falsch berechneten Gegengewichtes mit starken Empfangsproblemen zu kämpfen hatte. Erstmals stellte Telefunken für diesen Sender eine wassergekühlte Senderöhre her. Seine drei Mittelwellen-Sendemasten wurden in der Folge zum Logo der RAVAG. Ebenfalls 1926 übersiedelte die RAVAG von den beengten Räumen im ehemaligen Kriegsministerium in das erste Funkhaus in der Johannesgasse, eine adaptierte ehemalige Schule. Ab Ende 1928 stand für Orchesteraufführungen ein eigenes Studio im Gebäude des Ronacher zur Verfügung. Zwischen 1926 und 1930 wurde auch Bildfunk nach dem System Fultograph angeboten, der jedoch mangels Zuspruchs wieder eingestellt wurde. 1928 wurde durch die Österreichische Post ein Fernkabel zwischen Wien und Innsbruck verlegt, wodurch nun eine einwandfreie Programmübertragung an die anderen Senderstandorte gewährleistet wurde. 1934 wurde das Kabel bis Bregenz verlängert. Ab 1929 folgten Versuche mit dem Tonaufzeichnungsverfahren Selenophon und der kabellosen Übertragung mittels Kurzwellenfunk, wofür erstmals ein Übertragungswagen ("Kurzwellenauto") gebaut wurde.
International war man im Rahmen der Internationalen Radio-Union bereits früh vernetzt, erstmals war am 18. März 1928 eine Übertragung von Mozarts Zauberflöte in Mitteleuropa zu hören. Im November desselben Jahres wurde eine Übertragung des Festaktes zum 100. Todestages von Franz Schubert bereits über 45 Sender in ganz Europa ausgestrahlt, was den Beginn eines gesamteuropäischen Rundfunks markierte. 1930 empfing man erstmals aus den USA ein Konzert mit der Sopranistin Maria Jeritza. Am 7. November 1931 sendete die RAVAG erstmals ein weltweit übertragenes "Europäisches Konzert", welches von 113 Sendeanstalten ausgestrahlt wurde. Das Orchester leitete der Komponist Franz Lehár.

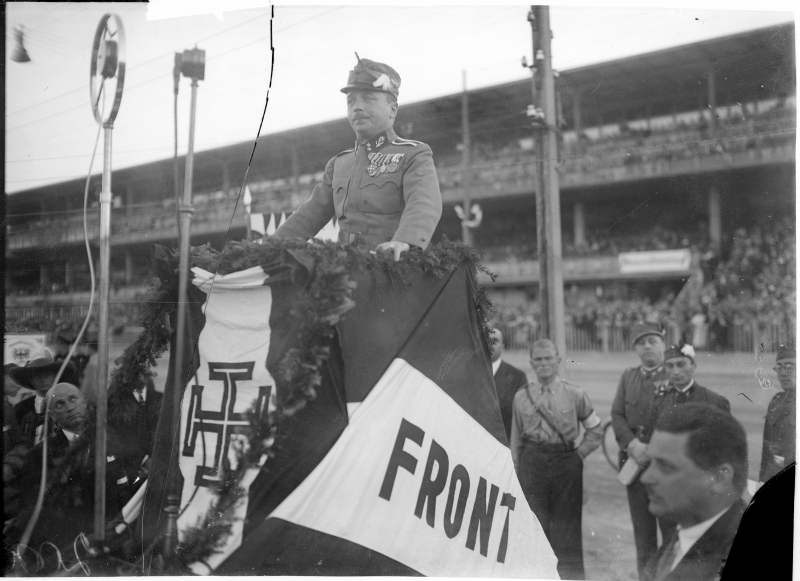
Engelbert Dollfuß vor RAVAG-Mikrophonen (1933)

Um auf die Wünsche der Hörerschaft eingehen zu können, fand am 11. November 1931 die erste Hörerbefragung der Geschichte durch den Soziologen Paul Lazarsfeld statt. Die Auswertung der Ergebnisse führte zu einer langsamen sukzessiven Verbesserung des Programmangebotes. Weitere sporadische Befragungen folgten. Die Möglichkeit zur Mitbestimmung sollte die RAVAG-Hörer an den Sender binden. Im selben Jahr parodierte der bekannte Kabarettist Hermann Leopoldi das Programm der RAVAG und die auftretenden Künstler auf seiner Platte "RAVAGIANA". Ab 5. Juni 1934 wurden regelmäßig Wunschkonzerte gesendet.

### Programm
Während der Bildungsauftrag im Kulturbereich erfüllt wurde, blieben Hörfunkberichte über politische Vorgänge während der Ersten Republik tabu. Erst der autoritäre Ständestaat – später auch als Austrofaschismus bezeichnet – unter Engelbert Dollfuß und Kurt Schuschnigg bediente sich des Hörfunks als Propagandainstrument. Auch die berüchtigte Trabrennplatzrede von Bundeskanzler Dollfuß wurde live übertragen. Im Kulturbereich wurden christliche Themen forciert und z. B. im Juli 1933 die „Geistliche Stunde“ eingeführt. Auch spielten Übertragungen von Messfeiern eine wichtige Rolle im Hörfunk des Ständestaates. Einer der Mitarbeiter der RAVAG war ab 1933 zudem Arthur Schuschnigg, Bruder des autoritären Bundeskanzlers Kurt Schuschnigg.
Am 28. Mai 1933 wurde mit dem 100 kW starken "Großsender Bisamberg" einer der damals leistungsstärksten Rundfunksender in Europa in Betrieb genommen.
Am 25. Juli 1934 wurden die Sendeanlagen in der Johannesgasse von nationalsozialistischen Putschisten, die als Bundesheersoldaten verkleidet waren, besetzt (die erste eines Radiosenders in der Geschichte). Eine Erklärung, dass Bundeskanzler Engelbert Dollfuß zurückgetreten sei, wurde verlesen. In den nachfolgenden Kämpfen wurden Teile der Sendeanlagen zerstört und eine Person getötet. Die Täter wurden wenig später verhaftet, einer davon in Wien zum Tode verurteilt und 18. August 1934 hingerichtet. Zu den Verschwörern gehörte auch der frühere RAVAG-Präsident Rintelen, der 1935 zu lebenslanger Haft verurteilt wurde. Nach dem Putsch klammerte man politische und vor allem innenpolitische Berichterstattungen aus, tolerierte aber ab 1937 (bezahlte) Verlautbarungen. 1934 beging man in festlicher Weise das Jubiläum von zehn Jahren Rundfunk in Österreich, damals gehörte mit Rosa Nouakch-Horsksy auch bereits eine Frau dem Verwaltungsrat der Radio-Verkehrs-AG an.

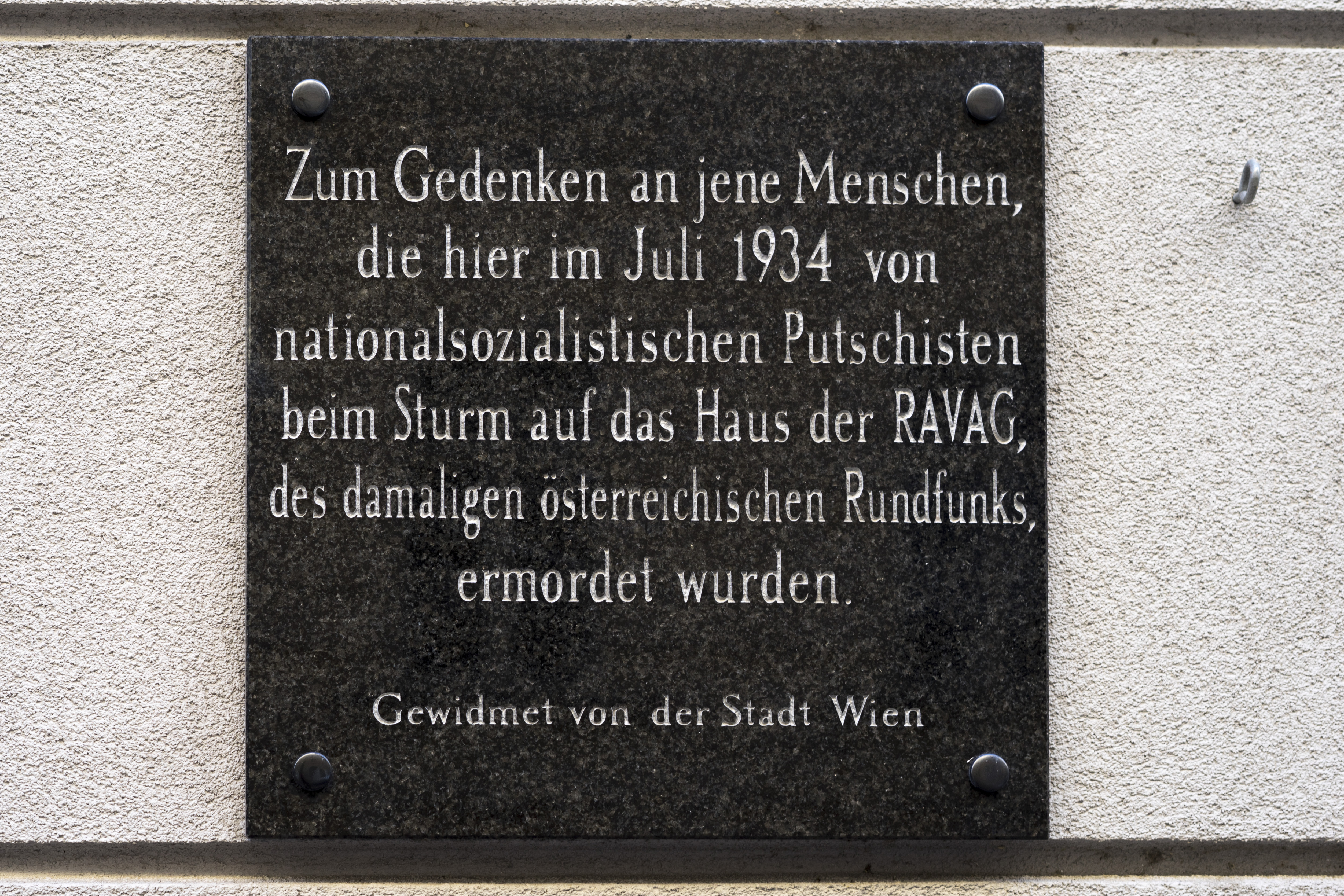
Gedenktafel am ehem. RAVAG-Funkhaus Johannesgasse

1935 wurde mit dem Bau des von Clemens Holzmeister entworfenen Funkhauses in der Argentinierstraße begonnen, welches erst im Jahre 1939 vollendet werden konnte. 1936 veröffentlichten die beiden jüdischen Komiker Franz Engel und Fritz Wiesenthal einen Kabarettsketch auf Platte namens "Hallo! Hier Radio Wien!", in welcher der damalige Programmablauf und Aufnahmen zeitgenössischer Sänger persifliert wurde. Darin heißt es unter anderem nach kurzer Stille: "Entschuldigen Sie bitte die Unterbrechung, der Rosenhügel-Sender wurde auf den Bisamberg verlegt!".
Unmittelbar nach dem „Anschluss“ im März 1938 wurde das Exekutivkomitee der RAVAG abberufen und Franz Pesendorfer zum kommissarischen Leiter bestimmt. Der bald auf Pesendorfer folgende Adolf Raskin erhielt den Auftrag, die RAVAG zu liquidieren und Österreichs Rundfunk dem Reichsrundfunk nahtlos einzufügen. Der Sendebetrieb wurde vom Reichssender Wien der deutschen Reichs-Rundfunk-Gesellschaft (seit 1939: Großdeutscher Rundfunk) übernommen. Der Reichssender Wien war damit Teil der Sendekette des Großdeutschen Rundfunks und wickelte in dieser Funktion ab 1942 alle Radioprogramme für das von deutschen Truppen besetzte Südosteuropa ab. Die RAVAG wurde im August 1939 aus dem Handelsregister gelöscht.
→ für die Entwicklung ab 1945 siehe: Radio Wien (1924)
Am 24. April 1945 nahm Radio Wien den Betrieb auf Betreiben der sowjetischen Besatzungsmacht wieder auf. Als Veranstalter fungierte bald die neu geschaffene Öffentliche Verwaltung für das österreichische Rundspruchwesen, wobei auch die etablierte Bezeichnung RAVAG wieder Verwendung fand. 1946 legte die Generaldirektion für die Post- und Telegraphenverwaltung einen Entwurf vor, der die Gründung einer Radio-Verkehrs-Anstalt (RAVA) vorsah, doch fand dieser keine Zustimmung.
1953 wurde aus der RAVAG bzw. Radio Wien der Österreichische Rundfunk, dem nach und nach die Senderketten der Besatzungsmächte angegliedert wurden.

### Liste der Senderstandorte
| Nr. | Ort                  | Koordinaten                                                   | Sendebeginn | Mär. 1925 kHz (m) | Nov. 1926 kHz | Jan. 1929 kHz | Jun. 1929 kHz | Jan. 1934 kHz | Jan. 1944 kHz |
| --- | -------------------- | ------------------------------------------------------------- | ----------- | ----------------- | ------------- | ------------- | ------------- | ------------- | ------------- |
| 1   | Bregenz-Dornbirn     | 47° 26′ 55″ N, 9° 42′ 7″ O                                    | 1934-12     | -                 | -             | -             | -             | 1294          | 519           |
| 2   | Eisenerz             | 47° 32′ 43″ N, 14° 53′ 28″ O                                  | 194X        | -                 | -             | -             | -             | -             | 1285          |
| 3   | Graz-Schlossberg     | 47° 4′ 33″ N, 15° 26′ 14″ O                                   | 1925-03     | 742,6 (404)       | 820           | 847           | -             | -             | -             |
| 4   | Graz-St. Peter       | 47° 3′ 14″ N, 15° 27′ 55″ O                                   | 1929-06     | -                 | -             | -             | 851           | 886           | 1285          |
| 5   | Graz-Dobl („Alpen“)  | 46° 57′ 0″ N, 15° 22′ 48″ O                                   | 1941-02     | -                 | -             | -             | -             | -             | 886           |
| 6   | Innsbruck-Aldrans    | 47° 15′ 11″ N, 11° 26′ 51″ O                                  | 1927-06     | -                 | -             | 658           | 1058          | 519           | 519           |
| 7   | Judenburg            | 47° 10′ 12″ N, 14° 39′ 23″ O                                  | 194X        | -                 | -             | -             | -             | -             | 1285          |
| 8   | Klagenfurt-St. Peter | 46° 37′ 34″ N, 14° 19′ 30″ O                                  | 1926-11     | -                 | -             | 658           | 662           | 1294          | 1285          |
| 9   | Kötschach-Mauthen    | 46° 40′ 21″ N, 13° 0′ 1″ O                                    | 194X        | -                 | -             | -             | -             | -             | 1285          |
| 10  | Lienz                | 46° 49′ 40″ N, 12° 45′ 40″ O                                  | 194X        | -                 | -             | -             | -             | -             | 1285          |
| 11  | Linz-Freinberg       | 48° 17′ 51″ N, 14° 16′ 3″ O                                   | 1928-06     | -                 | -             | 1200          | 1220          | 1294          | 1267          |
| 12  | Radenthein           | 46° 48′ 2″ N, 13° 42′ 7″ O                                    | 194X        | -                 | -             | -             | -             | -             | 1285          |
| 13  | Salzburg-Mönchsberg  | 47° 47′ 46″ N, 13° 2′ 26″ O                                   | 1930-12     | -                 | -             | -             | -             | 1348          | 519           |
| 14  | Spittal              | 46° 47′ 45″ N, 13° 29′ 44″ O                                  | 194X        | -                 | -             | -             | -             | -             | 1285          |
| 15  | Villach              | 46° 36′ 11,8″ N, 13° 40′ 22″ O                                | 194X        | -                 | -             | -             | -             | -             | 1285          |
| 16  | Wien-Stubenring      | 48° 12′ 35″ N , 16° 22′ 59″ O 48.209722222222 16.383055555556 | 1924-10     | 566,0 (530)       | 520           | -             | -             | -             | -             |
| 17  | Wien-Rosenhügel      | 48° 9′ 36″ N, 16° 17′ 21″ O                                   | 1926-01     | -                 | 580           | 577           | 581           | -             | -             |
| 18  | Wien-Bisamberg       | 48° 18′ 40″ N, 16° 23′ 1″ O                                   | 1933-05     | -                 | -             | -             | -             | 592           | 592           |
| 19  | Wien-Poststraße      | 48° 12′ 36″ N, 16° 22′ 46″ O                                  | 194X        | -                 | -             | -             | -             | -             | 1312 (Dls)    |